# 上海市科学技术协会
上海市科学技术协会，简称上海市科协，是中华人民共和国上海市科学技术工作者组成的专业性人民团体，是中国科学技术协会的地方组织，受中国共产党上海市委员会的领导。